# Empire (Ohio)
Empire és una vila dels Estats Units a l'estat d'Ohio. Segons el cens del 2000 tenia 300 habitants.

## Demografia
Segons el cens del 2000, Empire tenia 300 habitants, 124 habitatges, i 86 famílies. La densitat de població era de 351 habitants/km².
Dels 124 habitatges en un 36,3% hi vivien nens de menys de 18 anys, en un 43,5% hi vivien parelles casades, en un 18,5% dones solteres, i en un 30,6% no eren unitats familiars. En el 29% dels habitatges hi vivien persones soles el 8,9% de les quals corresponia a persones de 65 anys o més que vivien soles. El nombre mitjà de persones vivint en cada habitatge era de 2,42 i el nombre mitjà de persones que vivien en cada família era de 2,9.
Per edats la població es repartia de la següent manera: un 27,3% tenia menys de 18 anys, un 7% entre 18 i 24, un 32,7% entre 25 i 44, un 22,7% de 45 a 60 i un 10,3% 65 anys o més.
L'edat mediana era de 36 anys. Per cada 100 dones de 18 o més anys hi havia 86,3 homes.
La renda mediana per habitatge era de 21.442 $ i la renda mediana per família de 24.250 $. Els homes tenien una renda mediana de 30.625 $ mentre que les dones 16.786 $. La renda per capita de la població era d'11.667 $. Aproximadament el 16,5% de les famílies i el 16,3% de la població estaven per davall del llindar de pobresa.

## Poblacions properes
El següent diagrama mostra les poblacions més properes.